# David Ogden Stiers
David Allen Ogden Stiers (/ˈstaɪ.ərz/ STY-ərz; 31 tháng 10 năm 1942 – 3 tháng 3 năm 2018) là một nam diễn viên, diễn viên lồng tiếng và chủ xướng nhạc người Mỹ. Sinh ra tại Peoria, Illinois, ông chủ yếu lớn lên tại Oregon. Ông từng theo học tại Đại học Oregon trước khi nhập học tại Trường Juilliard ở thành phố New York và tốt nghiệp vào năm 1972. Ông tiếp tục xuất hiện trong nhiều vở kịch do Broadway sản xuất. Ông còn thủ vai Feldman trong vở nhạc kịch The Magic Show trong bốn năm từ năm 1974 đến 1978.
Năm 1997, ông nhận vai Thiếu tá Charles Emerson Winchester III trong loạt phim truyền hình M*A*S*H và đóng vai này cho đến khi kết thúc loạt phim vào năm 1983, đồng thời giúp ông giành hai đề cử giải Emmy. Trong giai đoạn thập niên 1990–2000, ông lồng tiếng một số nhân vật của Disney, nổi bật nhất là Cogsworth trong Người đẹp và quái vật (1991), Thống đốc Ratcliffe và Wiggins trong Pocahontas (1995) và Tiến sĩ Jumba Jookiba trong Lilo & Stitch (2002) cũng như các phần tiếp nối.